# Versuchsfunkstelle Eberswalde
Die Versuchsfunkstelle Eberswalde war eine Sendeanlage am Finowkanal in Eberswalde. Sie gilt als Pionierinstitution der Funktechnik und lieferte als erster deutscher Versuchsradiosender einen erheblichen Beitrag zur Entwicklung des Rundfunk in Deutschland. Errichtet wurde sie im Jahr 1908 von der Berliner Bauunternehmung Held & Francke. Auftraggeberin war die C. Lorenz AG aus Berlin-Tempelhof, die am 13. Februar 1909 als „Radio Lorenz, Eberswalde“ den Sendebetrieb aufnahm.

## Geschichte
Die Funkstelle verwendete als Antennenanlage eine Schirmantenne, die an einem 70 Meter hohen, abgespannten Zentralmast und an den Rändern von sechzehn 30 Meter hohen Holzmasten getragen wurde. Der Zentralmast war ein in fünf Ebenen abgespannter Holzgittermast mit einem Gewicht von 10,2 Tonnen.
„Eberswalde ist die eigentliche und wirkliche Geburtsstätte des deutschen Unterhaltungs-Rundfunks. Von Eberswalde aus wurden im Jahre 1919 die ersten drahtlosen Konzerte „An alle“ veranstaltet, die nicht unerheblich dazu beigetragen haben, die Leistungen der deutschen Funktechnik in der ganzen Welt bekannt zu machen...“
Als Sendegeräte wurden zunächst Lichtbogensender nach Patenten des dänischen Erfinders Valdemar Poulsen eingesetzt, für die C. Lorenz 1906 die Rechte erworben hatte. Es folgten Maschinensender, die hauptsächlich zum Zweck der Telegrafieübertragung dienten. Ab 1920 werden regelmäßige Experimentalsendungen mit Sprachprogrammen übertragen, ab Januar 1923 bis Januar 1925 wurden auch Musiksendungen übertragen, obwohl die Station nie ein Rundfunksender war.
Ab 1924 diente die Station für Kurzwellenversuche. 1928 wurde auf der Versuchsfunkstelle Eberswalde das erste experimentelle Funkfeuer errichtet. Es arbeitete im Mittelwellenbereich und verwendete eine Dreieckflächenantenne, die an drei 28 Meter hohen Masten aufgehängt war. Ab Mitte der 1930er Jahre wurde die Versuchsfunkstelle Eberswalde allmählich stillgelegt. 1939 wurde die gesamte Antennenanlage einschließlich des Zentralmastes demontiert. Ab 1942 wurden die Räumlichkeiten für eine Forschungsstelle für Torfverwertung genutzt. Man hoffte, aus Torf Treibstoff machen zu können. Von 1954 bis 1963 dienten die Gebäude, die heute ungenutzt sind, der forstwirtschaftlichen Fakultät der Berliner Humboldt-Universität.